# از پنجره پریدیم پائین
از پنجره پریدیم پائین (انگلیسی: We Faw Down) یک فیلم صامت کمدی کوتاه به کارگردانی لئو مک‌کری است که در سال ۱۹۲۸ منتشر شد.

## بازیگران
- استن لورل
- اولیور هاردی
- ویوین اوکلند
- بس فلاور
- کی دسلیس
- ویرا وایت
- جرج کوتسوناروس